# Maccabi Tel Aviv B.C. 2010-2011
Questa voce raccoglie le informazioni riguardanti il Maccabi Tel Aviv B.C. nelle competizioni ufficiali della stagione 2010-2011.

## Stagione
La stagione 2010-2011 del Maccabi Tel Aviv B.C. è la 57ª nel massimo campionato israeliano di pallacanestro, la Ligat ha'Al.

## Roster
Aggiornato al 27 luglio 2018
| Maccabi Electra Tel Aviv 2010-11 | Maccabi Electra Tel Aviv 2010-11 |
| Giocatori                        | Staff tecnico                    |
| -------------------------------- | -------------------------------- |

| N. | Naz.                                        | Ruolo | Nome                    | Anno | Alt.   | Peso   |  |
| -- | ------------------------------------------- | ----- | ----------------------- | ---- | ------ | ------ |  |
| 4  | Stati Uniti (bandiera)                      | P     | Jeremy Pargo            | 1986 | 188 cm | 95 kg  |  |
| 5  | Stati Uniti (bandiera)                      | AG    | Richard Hendrix         | 1986 | 205 cm | 113 kg |  |
| 6  | Stati Uniti (bandiera) · Israele (bandiera) | G     | Derrick Sharp (C)       | 1971 | 183 cm | 84 kg  |  |
| 7  | Stati Uniti (bandiera) · Israele (bandiera) | AG    | David Blu               | 1980 | 201 cm | 109 kg |  |
| 8  | Israele (bandiera)                          | A     | Lior Eliyahu            | 1985 | 205 cm | 102 kg |  |
| 9  | Israele (bandiera)                          | C     | Yaniv Green             | 1980 | 206 cm | 113 kg |  |
| 10 | Israele (bandiera)                          | AP    | Guy Pnini               | 1983 | 201 cm | 97 kg  |  |
| 11 | Israele (bandiera)                          | G     | Tal Burstein            | 1980 | 198 cm | 95 kg  |  |
| 12 | Israele (bandiera)                          | AG    | Elishay Kadir           | 1987 | 203 cm | 111 kg |  |
| 12 | Stati Uniti (bandiera) · Israele (bandiera) | AG    | Sean Labanowski         | 1992 | 202 cm | 110 kg |  |
| 13 | Stati Uniti (bandiera)                      | AP    | Chuck Eidson            | 1980 | 202 cm | 100 kg |  |
| 14 | Stati Uniti (bandiera)                      | C     | Jeff Foote              | 1987 | 214 cm | 120 kg |  |
| 14 | Serbia (bandiera)                           | AG    | Milan Mačvan            | 1989 | 206 cm | 107 kg |  |
| 15 | Stati Uniti (bandiera)                      | P     | Doron Perkins           | 1983 | 189 cm | 88 kg  |  |
| 21 | Grecia (bandiera)                           | C     | Sofoklīs Schortsianitīs | 1985 | 206 cm | 150 kg |  |

| Allenatore                                                                          |
| - / David Blatt                                                                     |
| Assistente/i                                                                        |
| - Guy Goodes - Avi Even Legenda - (C) Capitano - (IN) Inattivo - Infortunato Roster |

## Mercato

### Sessione estiva
| Acquisti | Acquisti                | Acquisti         | Acquisti   | Acquisti |
| R.       | Nome                    | da               | Modalità   |          |
| -------- | ----------------------- | ---------------- | ---------- | -------- |
| AG       | Elishay Kadir           | Hap. Gilboa G.E. | definitivo |          |
| PG       | Jeremy Pargo            | Hap. Gilboa G.E. | definitivo |          |
| A        | Lior Eliyahu            | Saski Baskonia   | definitivo |          |
| C        | Jeff Foote              | Cornell Big Red  | definitivo |          |
| AG       | Richard Hendrix         | Granada          | definitivo |          |
| G        | Tal Burstein            | Fuenlabrada      | definitivo |          |
| C        | Sofoklīs Schortsianitīs | Olympiakos       | definitivo |          |

| Cessioni | Cessioni          | Cessioni           | Cessioni          | Cessioni |
| R.       | Nome              | a                  | Modalità          |          |
| -------- | ----------------- | ------------------ | ----------------- | -------- |
| AG       | Stéphane Lasme    | Boston Celtics     | fine contratto    |          |
| AP       | Alan Anderson     | New Mexico T'birds | rescissione       |          |
| P        | Andrew Wisniewski | Efes Pilsen        | fine contratto    |          |
| G        | Raviv Limonad     | Minorca            | fine contratto    |          |
| C        | D'or Fischer      | Real Madrid        | fine contratto    |          |
| P        | Gal Mekel         | Hap. Gilboa G.E.   | riscatto prestito |          |

### Dopo l'inizio della stagione
| Acquisti | Acquisti     | Acquisti       | Acquisti         | Acquisti   |
| R.       | Nome         | da             | Data             | Modalità   |
| -------- | ------------ | -------------- | ---------------- | ---------- |
| AG       | Milan Mačvan | Hemofarm Vršac | 20 dicembre 2010 | definitivo |

| Cessioni | Cessioni      | Cessioni      | Cessioni         | Cessioni |
| R.       | Nome          | a             | Data             | Modalità |
| -------- | ------------- | ------------- | ---------------- | -------- |
| AG       | Elishay Kadir | Maccabi Haifa | 16 novembre 2010 | prestito |
| C        | Jeff Foote    | Melilla       | 17 novembre 2010 | prestito |